# Melese flavipuncta
Melese flavipuncta är en fjärilsart som beskrevs av Rothschild 1909. Melese flavipuncta ingår i släktet Melese och familjen björnspinnare. Inga underarter finns listade i Catalogue of Life.